# Chamberlayne
Chamberlayne és una concentració de població designada pel cens dels Estats Units a l'estat de Virgínia. Segons el cens del 2000 tenia 4.380 habitants.

## Demografia
Segons el cens del 2000, Chamberlayne tenia 4.380 habitants, 1.884 habitatges, i 1.352 famílies. La densitat de població era de 449,8 habitants per km².
Dels 1.884 habitatges en un 19,5% hi vivien nens de menys de 18 anys, en un 58,4% hi vivien parelles casades, en un 10% dones solteres, i en un 28,2% no eren unitats familiars. En el 24,2% dels habitatges hi vivien persones soles el 12,1% de les quals corresponia a persones de 65 anys o més que vivien soles. El nombre mitjà de persones vivint en cada habitatge era de 2,32 i el nombre mitjà de persones que vivien en cada família era de 2,73.
Per edats la població es repartia de la següent manera: un 16,6% tenia menys de 18 anys, un 4,5% entre 18 i 24, un 22,2% entre 25 i 44, un 32,4% de 45 a 60 i un 24,2% 65 anys o més.
L'edat mediana era de 49 anys. Per cada 100 dones de 18 o més anys hi havia 86,2 homes.
La renda mediana per habitatge era de 54.022 $ i la renda mediana per família de 60.425 $. Els homes tenien una renda mediana de 40.858 $ mentre que les dones 32.422 $. La renda per capita de la població era de 28.405 $. Entorn de l'1,9% de les famílies i el 3,3% de la població estaven per davall del llindar de pobresa.

## Poblacions més properes
El següent diagrama mostra les poblacions més properes.